# Leptaschema filarium
Leptaschema filarium là một loài bọ cánh cứng trong họ Cerambycidae.